# David James
David Benjamin James (Welwyn Garden City, 1º agosto 1970) è un allenatore di calcio ed ex calciatore inglese, di ruolo portiere.
Attualmente attivo come commentatore per l'emittente televisiva britannica BT Sport, con 1.023 incontri disputati, rientra nella ristretta cerchia dei calciatori con almeno 1000 presenze in carriera.
Considerato in giovane età una promessa del calcio inglese, non riuscì mai a soddisfare pienamente le aspettative, anche a causa di uno stile di vita fuori dal campo decisamente sregolato. 

## Caratteristiche tecniche
Portiere roccioso ma allo stesso tempo dotato di un'ottima agilità e capacità di reazione, aveva tuttavia il grande difetto di essere molto incostante. Alternava grandi parate a errori incredibili e spesso imbarazzanti, questo gli valse il poco lusinghiero soprannome di Calamity James.

## Carriera

### Club
James ha cominciato la propria carriera al Watford, nel 1989. Nel 1992 fu comprato dal Liverpool. Dopo 11 match alquanto negativi, l'allenatore Graeme Souness lo sostituì. Con l'arrivo di Roy Evans sulla panchina dei Reds James tornò titolare ma senza gloria, a causa di numerosi errori, fino al 1999. In quell'anno il Liverpool acquistò lo statunitense Brad Friedel e cedette l'inglese all'Aston Villa per l'importante cifra di 23 milioni.
Nell'estate 2001 James si trasferì al West Ham per 19 milioni, squadra con cui retrocesse in Football League. Nel giugno 2004 è tornato in Premier League, acquistato dal Manchester City per la cifra di 8 milioni. Nell'agosto 2006 il City lo ha ceduto al Portsmouth per 1,2 milioni di sterline: insieme a lui sono arrivati nello Hampshire giocatori famosi come Sol Campbell, Lauren e Nwankwo Kanu e l'allenatore Harry Redknapp.
Al Portsmouth James ha trovato una costanza di rendimento che gli ha permesso di eguagliare il record di David Seaman di 141 match di Premiership consecutivi. Ciò gli ha permesso anche di diventare capitano della squadra.
Il 30 luglio 2010, dopo essersi svincolato dal Portsmouth, passa a parametro zero al Bristol City firmando un contratto annuale con opzione per un secondo anno. L'11 febbraio 2011, alla vigilia della sua presenza numero 850 con le squadre di club, rinnova il suo contratto fino alla fine della stagione 2011-2012. Con questa maglia il 10 marzo 2012 a 41 anni disputa la partita numero 900 a livello di club.
Il 1º maggio 2012, in scadenza del suo contratto viene svincolato dal Bristol City. Il 23 luglio 2012 il portiere inglese chiede alla società Exeter City se può allenarsi con la squadra in attesa che un club possa offrirgli un nuovo contratto. Paul Tisdale, tecnico dell'Exeter City, accetta la proposta di James ritenendolo un bene sia per il giocatore stesso che per la squadra data la grande esperienza del portiere inglese. Tuttavia il tecnico ha limitato la possibilità di stipulare un contratto dato che la società ha già acquistato il portiere Rhys Evans come vice di Artur Krysiak.
Il 27 settembre 2012 è arrivato a Dean Court ad allenarsi con il Bournemouth con il quale, il giorno successivo, firma un contratto fino alla fine della stagione 2012-13 prendendo il numero 34.
Il 12 marzo 2013 rescinde anticipatamente e consensualmente il suo contratto con la società AFC Bournemouth perché per clausola stabilita da entrambe le parti era previsto che alla 20ª presenza del portiere inglese con la società sarebbe scattata l'opzione per un altro anno. Arrivati alla 19ª l'allenatore Eddie Howe non lo schiera più in campo facendogli perdere il posto da titolare a favore di Shwan Jalal. James, vista la situazione, decise di mettersi alla ricerca di un nuovo club andando così in Islanda e allenandosi con la l'Íþróttabandalag Vestmannaeyja (ÍBV).
Il 2 aprile James firma ufficialmente un contratto con la società ÍBV che lo legherà fino alla fine dell'anno 2013 sia come assistente del suo ex compagno di squadra del Portsmouth (Hermann Hreiðarsson, attuale allenatore) e sia come giocatore.
Torna a giocare a partire dall'ottobre 2014 diventando giocatore-allenatore del Kerala Blasters, squadra della neonata Indian Super League.

### Nazionale
James ha esordito in nazionale maggiore nel 1997, a 27 anni, in un'amichevole contro il Messico. Solo nel 2002, dopo un errore commesso dall'allora titolare David Seaman contro la Macedonia, ha conquistato la maglia di titolare: nel 2004 ha potuto così giocare i quattro match dell'Inghilterra agli Europei in Portogallo. Nel settembre dello stesso anno, a causa di una papera contro l'Austria, ha perso la maglia di titolare, a favore di Paul Robinson.
Il 17 agosto 2005 un'altra disavventura, in un'amichevole contro la Danimarca: James, subentrato a Robinson, concesse quattro gol (risultato finale 4-1) ai danesi, rendendo quella la peggior sconfitta degli ultimi 25 anni per l'Inghilterra. Nel 2006 è stato convocato per i Mondiali 2006, come vice di Robinson.
Ai mondiali del 2010, conquista il posto da titolare dopo una papera di Robert Green contro gli Stati Uniti (gara terminata 1-1). Giocando la partita contro l'Algeria del 18 giugno è diventato il più vecchio esordiente nella storia dei Campionati del Mondo, a 39 anni 10 mesi e 17 giorni, chiudendo così di fatto la sua carriera con la maglia della nazionale.

## Statistiche

### Presenze e reti nei club
Statistiche aggiornate al termine della carriera da calciatore.
| Stagione               | Squadra                | Campionato             | Campionato | Campionato | Coppe nazionali | Coppe nazionali | Coppe nazionali | Coppe continentali | Coppe continentali | Coppe continentali | Altre coppe | Altre coppe | Altre coppe | Totale | Totale |
| Stagione               | Squadra                | Comp                   | Pres       | Reti       | Comp            | Pres            | Reti            | Comp               | Pres               | Reti               | Comp        | Pres        | Reti        | Pres   | Reti   |
| ---------------------- | ---------------------- | ---------------------- | ---------- | ---------- | --------------- | --------------- | --------------- | ------------------ | ------------------ | ------------------ | ----------- | ----------- | ----------- | ------ | ------ |
| 1990-1991              | Watford                | SD                     | 46         | -59        | FACup+CdL       | 1+2             | -? - -?         | -                  | -                  | -                  | -           | -           | -           | 49     | -59+   |
| 1991-1992              | Watford                | SD                     | 43         | -45        | FACup+CdL       | 1+4             | -? - -?         | -                  | -                  | -                  | FMC         | 1           | -?          | 49     | -45+   |
| Totale Watford         | Totale Watford         | Totale Watford         | 89         | -102       |                 | 8               | -? - -?         |                    | -                  | -                  |             | 1           | -?          | 98     | -102+  |
| 1992-1993              | Liverpool              | PL                     | 29         | -34        | FACup+CdL       | 0+1             | -4              | CdC                | 1                  | -1                 | CS          | 0           | 0           | 31     | -39    |
| 1993-1994              | Liverpool              | PL                     | 14         | -15        | FACup+CdL       | 0               | 0               | -                  | -                  | -                  | -           | -           | -           | 14     | -15    |
| 1994-1995              | Liverpool              | PL                     | 42         | -37        | FACup+CdL       | 7+8             | -4 + -4         | -                  | -                  | -                  | -           | -           | -           | 57     | -45    |
| 1995-1996              | Liverpool              | PL                     | 38         | -34        | FACup+CdL       | 7+4             | -2 + -1         | CU                 | 4                  | -2                 | -           | -           | -           | 53     | -39    |
| 1996-1997              | Liverpool              | PL                     | 38         | -37        | FACup+CdL       | 2+4             | -4 + -6         | CdC                | 8                  | -9                 | -           | -           | -           | 52     | -56    |
| 1997-1998              | Liverpool              | PL                     | 27         | -26        | FACup+CdL       | 1+5             | -3 + -3         | CU                 | 4                  | -5                 | -           | -           | -           | 37     | -37    |
| 1998-1999              | Liverpool              | PL                     | 26         | -34        | FACup+CdL       | 2+0             | -2              | CU                 | 5                  | -6                 | -           | -           | -           | 33     | -42    |
| Totale Liverpool       | Totale Liverpool       | Totale Liverpool       | 214        | -217       |                 | 41              | -33             |                    | 22                 | -23                |             | 0           | 0           | 277    | -273   |
| 1999-2000              | Aston Villa            | PL                     | 29         | -26        | FACup+CdL       | 5+5             | -4 + -4         | -                  | -                  | -                  | -           | -           | -           | 39     | -34    |
| 2000-2001              | Aston Villa            | PL                     | 38         | -43        | FACup+CdL       | 3+1             | -3 + -1         | Int                | 4                  | -4                 | -           | -           | -           | 46     | -51    |
| Totale Aston Villa     | Totale Aston Villa     | Totale Aston Villa     | 67         | -69        |                 | 14              | -12             |                    | 4                  | -4                 |             | -           | -           | 85     | -85    |
| 2001-2002              | West Ham               | PL                     | 26         | -32        | FACup+CdL       | 3+0             | -4              | -                  | -                  | -                  | -           | -           | -           | 29     | -36    |
| 2002-2003              | West Ham               | PL                     | 38         | -59        | FACup+CdL       | 2+2             | -8 + -2         | -                  | -                  | -                  | -           | -           | -           | 42     | -69    |
| 2003-gen. 2004         | West Ham               | FD                     | 27         | -25        | FACup+CdL       | 1+3             | -1 + -4         | -                  | -                  | -                  | -           | -           | -           | 31     | -30    |
| Totale West Ham        | Totale West Ham        | Totale West Ham        | 91         | -116       |                 | 11              | -19             |                    | -                  | -                  |             | -           | -           | 102    | -135   |
| gen.-giu. 2004         | Manchester City        | PL                     | 17         | -22        | FACup+CdL       | -               | -               | CU                 | -                  | -                  | -           | -           | -           | 17     | -22    |
| 2004-2005              | Manchester City        | PL                     | 38         | -39        | FACup+CdL       | 1+0             | -1              | -                  | -                  | -                  | -           | -           | -           | 39     | -40    |
| 2005-2006              | Manchester City        | PL                     | 38         | -48        | FACup+CdL       | 5+1             | -5 + -1         | -                  | -                  | -                  | -           | -           | -           | 44     | -54    |
| Totale Manchester City | Totale Manchester City | Totale Manchester City | 93         | -109       |                 | 7               | -7              |                    | -                  | -                  |             | -           | -           | 100    | -116   |
| 2006-2007              | Portsmouth             | PL                     | 38         | -42        | FACup+CdL       | 2+1             | -3 + -3         | -                  | -                  | -                  | -           | -           | -           | 41     | -48    |
| 2007-2008              | Portsmouth             | PL                     | 35         | -36        | FACup+CdL       | 6+1             | -1 + -2         | -                  | -                  | -                  | -           | -           | -           | 42     | -39    |
| 2008-2009              | Portsmouth             | PL                     | 36         | -55        | FACup+CdL       | 3+1             | -2 + -4         | CU                 | 5                  | -10                | CS          | 1           | 0           | 46     | -71    |
| 2009-2010              | Portsmouth             | PL                     | 25         | -46        | FACup+CdL       | 4+0             | -2              | -                  | -                  | -                  | -           | -           | -           | 29     | -48    |
| Totale Portsmouth      | Totale Portsmouth      | Totale Portsmouth      | 134        | -179       |                 | 18              | -17             |                    | 5                  | -10                |             | 1           | 0           | 158    | -206   |
| 2010-2011              | Bristol City           | FLC                    | 45         | -64        | FACup+CdL       | 1+0             | -3              | -                  | -                  | -                  | -           | -           | -           | 46     | -67    |
| 2011-2012              | Bristol City           | FLC                    | 36         | -55        | FACup+CdL       | 1+1             | -1 + -1         | -                  | -                  | -                  | -           | -           | -           | 38     | -57    |
| Totale Bristol City    | Totale Bristol City    | Totale Bristol City    | 81         | -119       |                 | 3               | -5              |                    | -                  | -                  |             | -           | -           | 84     | -124   |
| 2012-2013              | Bournemouth            | FL1                    | 19         | -22        | FACup+CdL       | 0               | 0               | -                  | -                  | -                  | -           | -           | -           | 19     | -22    |
| 2013                   | ÍBV Vestmannaeyja      | UD                     | 17         | -20        | BK              | 2               | -3              | UEL                | 4                  | -3                 | -           | -           | -           | 23     | -26    |
| 2014                   | Kerala Blasters        | ISL                    | 11+1       | -9 + -1    | -               | -               | -               | -                  | -                  | -                  | -           | -           | -           | 12     | -10    |
| Totale carriera        | Totale carriera        | Totale carriera        | 816+1      | -962 + -1  |                 | 104             | -96+            |                    | 35                 | -40                |             | 2           | 0+          | 958    | -1099+ |

### Cronologia presenze e reti in nazionale
| Cronologia completa delle presenze e delle reti in nazionale ― Inghilterra | Cronologia completa delle presenze e delle reti in nazionale ― Inghilterra | Cronologia completa delle presenze e delle reti in nazionale ― Inghilterra | Cronologia completa delle presenze e delle reti in nazionale ― Inghilterra | Cronologia completa delle presenze e delle reti in nazionale ― Inghilterra | Cronologia completa delle presenze e delle reti in nazionale ― Inghilterra | Cronologia completa delle presenze e delle reti in nazionale ― Inghilterra | Cronologia completa delle presenze e delle reti in nazionale ― Inghilterra |
| Data                                                                       | Città                                                                      | In casa                                                                    | Risultato                                                                  | Ospiti                                                                     | Competizione                                                               | Reti                                                                       | Note                                                                       |
| -------------------------------------------------------------------------- | -------------------------------------------------------------------------- | -------------------------------------------------------------------------- | -------------------------------------------------------------------------- | -------------------------------------------------------------------------- | -------------------------------------------------------------------------- | -------------------------------------------------------------------------- | -------------------------------------------------------------------------- |
| 29-3-1997                                                                  | Londra                                                                     | Inghilterra                                                                | 2 – 0                                                                      | Messico                                                                    | Amichevole                                                                 | -                                                                          |                                                                            |
| 15-11-2000                                                                 | Torino                                                                     | Italia                                                                     | 1 – 0                                                                      | Inghilterra                                                                | Amichevole                                                                 | -1                                                                         |                                                                            |
| 28-2-2001                                                                  | Birmingham                                                                 | Inghilterra                                                                | 3 – 0                                                                      | Spagna                                                                     | Amichevole                                                                 | -                                                                          | 46’                                                                        |
| 25-5-2001                                                                  | Derby                                                                      | Inghilterra                                                                | 4 – 0                                                                      | Messico                                                                    | Amichevole                                                                 | -                                                                          | 46’                                                                        |
| 15-8-2001                                                                  | Londra                                                                     | Inghilterra                                                                | 0 – 2                                                                      | Paesi Bassi                                                                | Amichevole                                                                 | -                                                                          | 46’ 49’                                                                    |
| 13-2-2002                                                                  | Amsterdam                                                                  | Paesi Bassi                                                                | 1 – 1                                                                      | Inghilterra                                                                | Amichevole                                                                 | -                                                                          | 46’                                                                        |
| 27-3-2002                                                                  | Leeds                                                                      | Inghilterra                                                                | 1 – 2                                                                      | Italia                                                                     | Amichevole                                                                 | -2                                                                         | 46’ 90+1’                                                                  |
| 21-5-2002                                                                  | Seogwipo                                                                   | Corea del Sud                                                              | 1 – 1                                                                      | Inghilterra                                                                | Amichevole                                                                 | -1                                                                         | 46’                                                                        |
| 26-5-2002                                                                  | Kōbe                                                                       | Inghilterra                                                                | 2 – 2                                                                      | Camerun                                                                    | Amichevole                                                                 | -1                                                                         | 46’                                                                        |
| 7-9-2002                                                                   | Birmingham                                                                 | Inghilterra                                                                | 1 – 1                                                                      | Portogallo                                                                 | Amichevole                                                                 | -1                                                                         |                                                                            |
| 12-2-2003                                                                  | Londra                                                                     | Inghilterra                                                                | 1 – 3                                                                      | Australia                                                                  | Amichevole                                                                 | -2                                                                         | 46’                                                                        |
| 29-3-2003                                                                  | Vaduz                                                                      | Liechtenstein                                                              | 0 – 2                                                                      | Inghilterra                                                                | Qual. Euro 2004                                                            | -                                                                          |                                                                            |
| 2-4-2003                                                                   | Sunderland                                                                 | Inghilterra                                                                | 2 – 0                                                                      | Turchia                                                                    | Qual. Euro 2004                                                            | -                                                                          |                                                                            |
| 22-5-2003                                                                  | Durban                                                                     | Sudafrica                                                                  | 1 – 2                                                                      | Inghilterra                                                                | Amichevole                                                                 | -1                                                                         | 46’                                                                        |
| 3-6-2003                                                                   | Leicester                                                                  | Inghilterra                                                                | 2 – 1                                                                      | Serbia e Montenegro                                                        | Amichevole                                                                 | -1                                                                         |                                                                            |
| 11-6-2003                                                                  | Middlesbrough                                                              | Inghilterra                                                                | 2 – 1                                                                      | Slovacchia                                                                 | Qual. Euro 2004                                                            | -1                                                                         |                                                                            |
| 20-8-2003                                                                  | Ipswich                                                                    | Inghilterra                                                                | 3 – 1                                                                      | Croazia                                                                    | Amichevole                                                                 | -                                                                          | 46’                                                                        |
| 6-9-2003                                                                   | Skopje                                                                     | Macedonia                                                                  | 1 – 2                                                                      | Inghilterra                                                                | Qual. Euro 2004                                                            | -1                                                                         |                                                                            |
| 10-9-2003                                                                  | Manchester                                                                 | Inghilterra                                                                | 2 – 0                                                                      | Liechtenstein                                                              | Qual. Euro 2004                                                            | -                                                                          |                                                                            |
| 11-10-2003                                                                 | Istanbul                                                                   | Turchia                                                                    | 0 – 0                                                                      | Inghilterra                                                                | Qual. Euro 2004                                                            | -                                                                          |                                                                            |
| 16-11-2003                                                                 | Manchester                                                                 | Inghilterra                                                                | 2 – 3                                                                      | Danimarca                                                                  | Amichevole                                                                 | -2                                                                         | 13’ 46’                                                                    |
| 18-2-2004                                                                  | Faro                                                                       | Portogallo                                                                 | 1 – 1                                                                      | Inghilterra                                                                | Amichevole                                                                 | -1                                                                         |                                                                            |
| 31-3-2004                                                                  | Göteborg                                                                   | Svezia                                                                     | 1 – 0                                                                      | Inghilterra                                                                | Amichevole                                                                 | -1                                                                         | 46’                                                                        |
| 1-6-2004                                                                   | Manchester                                                                 | Inghilterra                                                                | 1 – 1                                                                      | Giappone                                                                   | Amichevole                                                                 | -1                                                                         |                                                                            |
| 13-6-2004                                                                  | Lisbona                                                                    | Francia                                                                    | 2 – 1                                                                      | Inghilterra                                                                | Euro 2004 - 1º turno                                                       | -2                                                                         | 90+2’                                                                      |
| 17-6-2004                                                                  | Coimbra                                                                    | Inghilterra                                                                | 3 – 0                                                                      | Svizzera                                                                   | Euro 2004 - 1º turno                                                       | -                                                                          |                                                                            |
| 21-6-2004                                                                  | Lisbona                                                                    | Croazia                                                                    | 2 – 4                                                                      | Inghilterra                                                                | Euro 2004 - 1º turno                                                       | -2                                                                         |                                                                            |
| 24-6-2004                                                                  | Lisbona                                                                    | Portogallo                                                                 | 2 – 2 dts (6 - 5 dtr)                                                      | Inghilterra                                                                | Euro 2004 - Quarti di finale                                               | -2                                                                         |                                                                            |
| 18-8-2004                                                                  | Newcastle                                                                  | Inghilterra                                                                | 3 – 0                                                                      | Ucraina                                                                    | Amichevole                                                                 | -                                                                          |                                                                            |
| 4-9-2004                                                                   | Vienna                                                                     | Austria                                                                    | 2 – 2                                                                      | Inghilterra                                                                | Qual. Mondiali 2006                                                        | -2                                                                         |                                                                            |
| 28-5-2005                                                                  | New Jersey                                                                 | Stati Uniti                                                                | 1 – 2                                                                      | Inghilterra                                                                | Amichevole                                                                 | -1                                                                         |                                                                            |
| 31-5-2005                                                                  | East Rutherford                                                            | Inghilterra                                                                | 3 – 2                                                                      | Colombia                                                                   | Amichevole                                                                 | -1                                                                         | 46’                                                                        |
| 17-8-2005                                                                  | Copenaghen                                                                 | Danimarca                                                                  | 4 – 1                                                                      | Inghilterra                                                                | Amichevole                                                                 | -4                                                                         | 46’                                                                        |
| 3-6-2006                                                                   | Manchester                                                                 | Inghilterra                                                                | 6 – 0                                                                      | Giamaica                                                                   | Amichevole                                                                 | -                                                                          | 46’                                                                        |
| 22-8-2007                                                                  | Londra                                                                     | Inghilterra                                                                | 1 – 2                                                                      | Germania                                                                   | Amichevole                                                                 | -                                                                          | 46’                                                                        |
| 6-2-2008                                                                   | Londra                                                                     | Inghilterra                                                                | 2 – 1                                                                      | Svizzera                                                                   | Amichevole                                                                 | -1                                                                         |                                                                            |
| 26-3-2008                                                                  | Saint-Denis                                                                | Francia                                                                    | 1 – 0                                                                      | Inghilterra                                                                | Amichevole                                                                 | -1                                                                         |                                                                            |
| 28-5-2008                                                                  | Londra                                                                     | Inghilterra                                                                | 2 – 0                                                                      | Stati Uniti                                                                | Amichevole                                                                 | -                                                                          |                                                                            |
| 1-6-2008                                                                   | Port of Spain                                                              | Trinidad e Tobago                                                          | 0 – 3                                                                      | Inghilterra                                                                | Amichevole                                                                 | -                                                                          | 46’                                                                        |
| 20-8-2008                                                                  | Londra                                                                     | Inghilterra                                                                | 2 – 2                                                                      | Rep. Ceca                                                                  | Amichevole                                                                 | -2                                                                         |                                                                            |
| 6-9-2008                                                                   | Barcellona                                                                 | Andorra                                                                    | 0 – 2                                                                      | Inghilterra                                                                | Qual. Mondiali 2010                                                        | -                                                                          |                                                                            |
| 10-9-2008                                                                  | Zagabria                                                                   | Croazia                                                                    | 1 – 4                                                                      | Inghilterra                                                                | Qual. Mondiali 2010                                                        | -1                                                                         |                                                                            |
| 11-10-2008                                                                 | Londra                                                                     | Inghilterra                                                                | 5 – 1                                                                      | Kazakistan                                                                 | Qual. Mondiali 2010                                                        | -1                                                                         |                                                                            |
| 15-10-2008                                                                 | Minsk                                                                      | Bielorussia                                                                | 1 – 3                                                                      | Inghilterra                                                                | Qual. Mondiali 2010                                                        | -1                                                                         | 28’                                                                        |
| 19-11-2008                                                                 | Berlino                                                                    | Germania                                                                   | 1 – 2                                                                      | Inghilterra                                                                | Amichevole                                                                 | -                                                                          | 46’                                                                        |
| 11-2-2009                                                                  | Siviglia                                                                   | Spagna                                                                     | 2 – 0                                                                      | Inghilterra                                                                | Amichevole                                                                 | -1                                                                         | 46’                                                                        |
| 28-3-2009                                                                  | Londra                                                                     | Inghilterra                                                                | 4 – 0                                                                      | Slovacchia                                                                 | Qual. Mondiali 2010                                                        | -                                                                          | 46’                                                                        |
| 1-4-2009                                                                   | Londra                                                                     | Inghilterra                                                                | 2 – 1                                                                      | Ucraina                                                                    | Qual. Mondiali 2010                                                        | -1                                                                         |                                                                            |
| 10-10-2009                                                                 | Dnipropetrovs'k                                                            | Ucraina                                                                    | 1 – 0                                                                      | Inghilterra                                                                | Qual. Mondiali 2010                                                        | -1                                                                         | 15’                                                                        |
| 30-5-2010                                                                  | Graz                                                                       | Inghilterra                                                                | 2 – 1                                                                      | Giappone                                                                   | Amichevole                                                                 | -1                                                                         | 46’                                                                        |
| 18-6-2010                                                                  | Città del Capo                                                             | Algeria                                                                    | 0 – 0                                                                      | Inghilterra                                                                | Mondiali 2010 - 1º turno                                                   | -                                                                          |                                                                            |
| 23-6-2010                                                                  | Port Elizabeth                                                             | Inghilterra                                                                | 1 – 0                                                                      | Slovenia                                                                   | Mondiali 2010 - 1º turno                                                   | -                                                                          |                                                                            |
| 27-6-2010                                                                  | Bloemfontein                                                               | Inghilterra                                                                | 1 – 4                                                                      | Germania                                                                   | Mondiali 2010 - Ottavi di finale                                           | -4                                                                         |                                                                            |
| Totale                                                                     |                                                                            | Presenze                                                                   | 53                                                                         |                                                                            | Reti                                                                       | -46                                                                        |                                                                            |

## Palmarès

### Giocatore

#### Club

##### Competizioni giovanili
- FA Youth Cup: 1

Watford: 1988-1989

##### Competizioni nazionali
- Coppa di Lega inglese: 1

Liverpool: 1994-1995
- Coppa d'Inghilterra: 1

Portsmouth: 2007-2008